# Università di Belgrado
L'Università di Belgrado (in lingua serba Универзитет у Београду o Univerzitet u Beogradu) è la più vecchia e famosa scuola della Serbia con sede a Belgrado. Essa è inoltre la più grande università tra quelle degli stati dell'ex-Jugoslavia e conta più di 78.000 studenti e 2.500 insegnanti.

## Descrizione
L'università offre 31 facoltà e 8 laboratori scientifici per la ricerca.
Gli studenti dell'università possono scegliere tra 150 programmi educativi di base e circa 1.700 post-universitari. Dalla sua fondazione l'università ha insegnato a 410.000 studenti, tra i quali 21.300 dominatori, 29.000 specialisti e 12.600 dottori. Il rettore attuale è Vladan Đokić.